# Szymon
Szymon是男性名字Simon的波兰语版本。

## 学者
- WaterSzymon Askenazy历史学家兼外交官，曾担任波兰在国际联盟的首任代表
- Szymon Datner波兰裔犹太历史学家和反纳粹游击队战士

## 艺术家
- Szymon Bobrowski演员
- Szymon Buchbinder19 世纪和 20 世纪初的波兰画家
- Szymon Czechowicz18 世纪波兰画家
- Szymon Goldberg波兰裔美国小提琴家和指挥家
- Szymon Szymonowic波兰文艺复兴时期诗人
- Szymon Josiah Borzestowski澳大利亚音乐家

## 运动员
- Szymon Matuszek波兰足球运动员
- Szymon Pawlak波兰足球运动员（后卫）
- Szymon Szewczyk波兰职业篮球运动员
- Szymon Ziółkowski奥运会金牌得主，链球运动员

## 贵族
- Szymon Marcin Kossakowski18世纪波兰立陶宛贵族
- Szymon Samuel Sanguszko17世纪波兰-立陶宛联邦贵族
- Szymon Starowolski17世纪立陶宛作家和学者
- Szymon Bogumił Zug18世纪波兰贵族和建筑师

## 政治家
- Szymon Hołownia波兰议会下议院议长
- Szymon Konarski19世纪波兰民主主义者和革命家
- Szymon Stanisław Giżyński波兰议会下院法律与司法部议员
- Szymon Pawłowski波兰下院议员
- Szymon Perske以色列前总理Shimon Peres的本名

## 其它
- Szymon Majewski记者、主持人
- Szymon Marciniak职业足球裁判，被2023年被国际足球历史与统计联合会（IFFHS）评为“世界最佳裁判”
- Szymon Winawer棋手